# Zielony Lasek (powiat mrągowski)
Zielony Lasek (niem. Grünheide) – osada w Polsce, w województwie warmińsko-mazurskim, w powiecie mrągowskim, w gminie Piecki. Wchodzi w skład sołectwa Krutyński Piecek.
Do 2023 miejscowość była częścią wsi Krutyński Piecek.
W latach 1975–1998 Zielony Lasek należał administracyjnie do województwa olsztyńskiego.